# Frédéric Daerden
Frédéric Daerden (Montegnée, 11 januari 1970) is een Belgisch politicus voor de Parti Socialiste. 

## Levensloop
Daerden behaalde een licentiaat in de handels- en de financiële wetenschappen aan de Hautes Études Commerciales (HEC) in Luik en behaalde in 1993 een master in de bedrijfskunde aan de Universiteit Luik. Hij werd beroepshalve bedrijfsrevisor en bestuurder van vennootschappen en nam in 1995 het kantoor van zijn vader Michel Daerden over, dat hij tot 2011 bleef leiden. Ook werd hij vanaf 1995 docent en gastprofessor aan het HEC.
Frédéric Daerden trad in de politieke voetsporen van zijn vader Michel Daerden en stond bij de verkiezingen van 1999 als opvolger op de Waalse PS-lijst voor het arrondissement Luik. Kort na deze verkiezingen volgde hij José Happart, die Waals minister was geworden, op als lid van het Waals Parlement en het Parlement van de Franse Gemeenschap. Bij de verkiezingen van 2004 werd hij rechtstreeks herkozen in deze parlementen, waarna hij van 2004 tot 2009 in het Parlement van de Franse Gemeenschap de commissie voor Onderzoek en Hoger Onderwijs voorzat. Hij bleef Waals Parlementslid en volksvertegenwoordiger van de Franse Gemeenschap tot in juli 2009.
Daerden werd tevens actief in de gemeentepolitiek van Herstal, waar hij zich in 1997 had gevestigd. In oktober 2000 werd hij verkozen tot gemeenteraadslid en daarna was hij van 2001 tot 2006 schepen van financiën en burgerlijke stand. Vijf maanden voor de verkiezingen van 2006 volgde hij Jean Namotte op als burgemeester van de stad, een functie die hij nog steeds uitoefent.
Van 2004 tot 2017 was Daerden eveneens ondervoorzitter van de PS-federatie van het arrondissement Luik, waarvan hij sinds maart 2021 de voorzitter is, en van 2004 tot 2019 was hij ook voorzitter van Basse-Meuse Développement, een agentschap voor economische ontwikkeling voor de Basse-Meuse. Na de dood van zijn vader in 2012 stichtte Frédéric Daerden in augustus 2013 een stichting die naar hem vernoemd werd. Het geld moet studenten belonen die een thesis schrijven rond de openbare financiën.
In 2009 werd Daerden verkozen in het Europees Parlement, waar hij zetelde in de fractie van Progressieve Alliantie van Socialisten en Democraten en lid was van de commissie werkgelegenheid en sociale zaken. Bij de federale verkiezingen van 25 mei 2014 werd hij als lijstduwer van de PS-lijst in de kieskring Luik verkozen als lid van de Kamer van volksvertegenwoordigers, waar hij bleef zetelen tot in september 2019. Bij de verkiezingen van mei 2019 werd Daerden als lijsttrekker van de PS-lijst herkozen als volksvertegenwoordiger. Van juni tot september 2019 was hij ook ondervoorzitter van de Kamer.
In september 2019 werd Daerden viceminister-president en minister van Begroting, Ambtenarenzaken en Gelijkheid van Kansen in de Franse Gemeenschapsregering. Hij oefende deze functies uit tot in juli 2024.
Bij de federale verkiezingen van juni 2024 werd Daerden als lijsttrekker voor de PS in Luik opnieuw verkozen in de Kamer. Vervolgens werd hij opnieuw aangesteld als ondervoorzitter van de Kamer.

## Ereteken
- 2019: Officier in de Leopoldsorde[7]